# Lifetime
『Lifetime』（ライフタイム）は、GRAPEVINEの2枚目のアルバムである。1999年5月19日にポニーキャニオンより発売された。

## 概要
- 4枚目のシングル「スロウ」で有名となったこともあり、本作はオリコンのアルバムランキングで3位にランクインした。現在GRAPEVINEのアルバムで最も売れたアルバムである。
- 「Lifetime」というタイトルを考えたのは田中である。リーダーの西原と亀井はこのアルバムを「良い意味で気の抜けた作品」と語っている。
- 本作よりDr.StrangeLoveの根岸孝旨がプロデュースに加わっている。
- 初回限定プレス盤(CD)は、カラートレイ仕様(赤)とプラスチック帯となっている。
- アナログレコードも同時発売されている。
- 後に本作のリミックス盤である『Divetime』が同年の8月18日にリリースされた。『From a smalltown』の発売日である2007年3月7日に低価格・限定盤として再発された。
- 本作の発売から15年後の2014年、同作の再現ツアー「IN A LIFETIME」が開催された[1]。

## 収録曲
1. いけすかない
作詞：田中和将/作曲：西川弘剛
フジテレビ『プロモマニア』エンディングテーマ。本作のリードトラックであり、PVが製作されている。
当時バンドには16ビートのような曲があまり無かったため、「オープニングのアッパーな曲としてかなり重宝してた曲（亀井）」だったという[1]。ライブでは田中が西川にギターソロを振る事がある。
2. スロウ
作詞：田中和将/作曲：亀井亨
4枚目のシングル。バンドがブレイクするきっかけとなった曲である。
表記はされていないが、曲の終わりのアレンジがシングルと若干異なっている。
『Best of GRAPEVINE 1997-2012』ファン投票4位（中間結果4位）。
3. SUN
作詞：田中和将/作曲：亀井亨
4. 光について
作詞：田中和将/作曲：亀井亨
5枚目のシングル。TBS『新ウンナンの気分は上々。』、NHK総合『てれごじ。』エンディングテーマ。
『Best of GRAPEVINE 1997-2012』ファン投票1位（中間結果1位）。
5. RUBBERGIRL
作曲：田中和将
インスト曲。西川曰く「アルバムにも断片的なバージョンしか入ってない」という曲であり、前述の「IN A LIFETIME」ツアーでは再現ライブ用にアレンジした状態で演奏された[1]。
お笑いコンビのラバーガールのコンビ名はこの曲名に由来している。
6. Lifework
作詞：田中和将/作曲：西川弘剛
7. 25
作詞：田中和将/作曲：西原誠
「いけすかない」同様、当時は数少ないアッパーな曲としてライブで重宝したという[1]。この曲で田中はブルースハープを演奏している。
8. 青い魚
作詞/作曲：金延幸子
金延幸子の楽曲のカバー。GRAPEVINEのカバー曲が音源化されているのはこれが唯一である。
9. RUGGERGIRL No.8
作曲：田中和将
インスト曲。元々はアルバムで長々と演奏していたジャム・セッションを、「RUBBERGIRL」と同曲の2つに分けていたという[1]。「IN A LIFETIME」ツアー用では、「白日」のイントロ的な扱いとしてアレンジが加えられている[1]。
10. 白日
作詞：田中和将/作曲：亀井亨
3枚目のシングル。NHK-FM『ミュージックスクエア』オープニングテーマ。
『Best of GRAPEVINE 1997-2012』ファン投票10位（中間結果15位）。
11. 大人 (NOBODY NOBODY)
作詞：田中和将/作曲：西原誠
亀井はこの曲について「ちょっと余裕を持って遊べる曲が出来たのは凄い」、「バンドとしてやっていく時のジャッジの幅が広がったという気がする」とコメントしている。
後に7枚目のシングル「Reverb」のc/wに「大人 (大人向け)」という別バージョンの曲が収録されている。
12. 望みの彼方
作詞：田中和将/作曲：西川弘剛
4枚目のシングルのc/w曲。
『Best of GRAPEVINE 1997-2012』ファン投票2位（中間結果2位）。
13. HOPE (軽め)
作詞/作曲：田中和将
曲が終わってから数十秒後にアコースティック・ギターのアウトロが流れる。

- 編曲：GRAPEVINE、根岸孝旨（#10のみGRAPEVINE）

## 演奏
- 田中和将
  - Vocals, Guitars
  - Bass Six (#3)
  - Blues Harp (#7)
  - Piano, Whistle (#13)
- 西川弘剛：Guitars, Background Vocals
- 西原誠：Bass, Background Vocals
- 亀井亨
  - Drums, Percussion, Background Vocals
  - Cardboard (#11)
- 柴田俊文
  - Clavinet (#1.6)
  - Wurlitzer (#4.12)
  - Hammond (#4.6.12)
- 村山達哉：Viola & Strings Arrangement (#2)
- 金原千恵子：1st Violin (#2)
- 今野均：2nd Violin (#2)
- 堀沢真己：Cello (#2)
- 根岸孝旨
  - Background Vocals (#2.12)
  - Piano (#13)
- あらきゆうこ：Percussion (#5.9)
- スティーヴ エトウ：Percussion (#12)